# よくわかる現代魔法
『よくわかる現代魔法』（よくわかるげんだいまほう）は、桜坂洋による日本のライトノベルおよびそれを原作としたメディアミックス作品。イラストは宮下未紀が担当している。

## 概要
第1作は第2回集英社スーパーダッシュ小説新人賞での最終選考作『魔法使いのネット』を改稿・改題したもので、著者・桜坂のデビュー作である。桜坂は当初、翌年に発表した『All You Need Is Kill』のような作品でデビューすることを考えていたが、最初は売れ筋の作品で成果を出してから書きたいものを書くようにと編集長から諭され、新人賞への投稿作であった本作を先に出版することを決めたという。本編は2005年刊行の5巻を以って一旦完結したが、2008年に第1巻の本文を改稿、イラストも新規に描き起こした『よくわかる現代魔法1 new edition』が刊行された後、2009年3月に6巻が刊行され正式にシリーズ続編が発表となった。
雑誌「新潮」に一挙掲載された東浩紀との共著作『キャラクターズ』には本作の登場人物がゲスト出演している。また、「小説新潮」に掲載された短編『10月はSPAMで満ちている』は本作の番外編で単行本『七つの黒い夢』に収録。
この他、2008年の『new edition』刊行に合わせてイラストレーターの宮下自身による漫画化も発表。『ジャンプスクエア』（集英社）増刊「ジャンプSQ.II」vol.001（2008年4月18日発売）掲載のプロローグ編を経て、『ジャンプスクエア』本誌にて2008年9月号から2009年10月号まで連載された。
テレビアニメが2009年7月から9月まで放送された。

## ストーリー
プログラム化された現代の魔法が存在する世界。東京の銀座を中心とした舞台でドジな主人公・森下こよみや、最強の現代魔法使い・姉原美鎖らが繰り広げる物語である。

## 登場人物
森下 こよみ（もりした こよみ）
声 - 野中藍
ドジっ娘の高校1年生。髪型はショートボブ、身長は146cm・体重39kg。子供体型で、私服を着ていると小学生に間違われることもある。成績も運動能力も良くはなく、誇れる所が何もない自分を変える為に魔法学校のチラシを見て魔法を習おうとする。どんな魔法のコードでも金だらい召喚のコードに変換する特異体質。召喚できるたらいは銅のたらい、鉄のたらい、銀のたらいと次第にランクアップしている。弓子の曽祖父クリストバルドの呪いがかかっている。
漫画版で美鎖から「あなたには相当な魔法使いとしての才能がある」と断言されている。
姉原 美鎖（あねはら みさ）
声 - 生天目仁美
現代最強の魔法使いの1人。漆黒の瞳と腰までの黒髪、白い肌に恐ろしく整った容姿を持つ、銀縁眼鏡がよく似合う美女だがド近眼である。
25歳の大学院生でもあり、プログラムを専攻している。現代魔法の第一人者で、実用化にまでこぎつけた人物。一部業界では「売れるようになるプログラム」「ライバル店の妨害になる」などの魔法のようなプログラムを組めるプログラマーとして有名。彼女の祖父が魔法学校をやっていた頃のチラシをこよみが読んで訪ねてきたことで、彼女に魔法を教えることになる。悪人ではないが、一般常識が欠如している。ネット通販が趣味でバナナハンガーや業務用のカレールウなど、ろくでもないものばかり買ってくる。小さい頃に母を亡くしたために、母代わりに聡史郎を育ててきた。料理の腕は壊滅的だが、味覚調整用コードを料理に絡めて調味しているため、味はおいしい。このコードを絡めた料理が後に大きな意味を持つこととなる。
常に首元に美鎖曰く「現代魔法の必須アイテム」であるシリコン基盤をペンダント風にし2048のコードが詰まったアミュレットを下げている。
漫画版では好きな曲は「デイジーデイジー」だと語っており、クリスマス・ショッパーが起動したときに流れた曲も「デイジーデイジー」である。
姉原 聡史郎（あねはら そうしろう）
声 - 浅沼晋太郎、田村睦心（子供時代）
美鎖の弟で高校2年生。魔法の存在を認めようとしない。長身で料理が得意。常識の無い姉の言動にしばしば頭を痛めているが、姉の身に何かが起こると心配する面もある。
魔法使い殺しという存在で、幼い頃から美鎖の手料理を食べてきたために魔法に対して鈍感になり、無効化する体質になった。
魔法というものを頭から信じていないので、姉やその周辺の事象を「ペテン」だと胡散臭がっている。しかしながら、あまりに不可解なことが続いたジギタリス復活の件では魔法があるという仮定のもとジギタリスの封印における考察をしており、美鎖や弓子とこよみの出会いは偶然ではなく何者かに仕組まれた必然ではないのかという深い考えを生み出したが、あくまでも仮定として誰にいうわけでもなく考えだけにとどめている。
口癖は「イカレてやがる」。なお、これは作中で6年前のクリスマスイブに来たこよみが「イカレてやがる」と言ったことにより、それ以降も使い続けている。
前述の通り魔法を無効化する体質のため、美鎖が発生させた「異世界に連れ込む現代魔法」に、こよみ・弓子（ジギタリス）と一緒にのまれても3人揃ってそこから抜け出しており、この時のこよみも驚いていたが、本人曰く「俺にイカレたことの説明を求めるな」と言われている。
一ノ瀬・弓子・クリスティーナ（いちのせ ゆみこ クリスティーナ）
声 - 戸松遥
古典魔法の使い手でこよみと同い年。曾祖父は天才的な悪魔祓い。美しい容貌と抜群のスタイル、そして曾祖父から隔世遺伝した銀色の髪と紫の瞳でとても人目を引く。正義感が強く、魔法が悪用されることを嫌う。そのために美鎖と対立することもある。物言いが高飛車。
小学生だったころに6年後の未来から来たこよみと出会っている。また、後にこよみが言うまでこよみを美鎖だと勘違いしていた。
常にケリュケイオンという名の杖を持ち歩いており、「剣のコード」の魔法を最も得意としている。
坂崎 嘉穂（さかざき かほ）
声 - 寿美菜子
こよみのクラスメイト。理系が得意な委員長。幼い頃から機械が好きで、プログラムなどに関しても心得がある。魔法や心霊現象は信じていなかったが、こよみと共に行動するうち魔法がらみの事件に関わり、現代魔法のプログラミングを習い始める。
口調は「わからないならわからないでいい」「〜と思われ」と無機的な印象だが、好奇心は旺盛。そして冷静沈着で思考は論理的。
アニメ10話ではこよみの支離滅裂な会話を聞いても、こよみが言いたいことを寸分の狂いもなく理解している。
クリスマス・ショッパーが起動したところを見ている。
ドクターペッパー等「毒物飲料」と呼ばれる奇抜な飲み物を好む。
『このライトノベルがすごい！』女性キャラクター部門では2006年版で9位を獲得している。
かたまり
声 - 藤村歩
姉原家をテリトリーにしている黒猫。かたまって動かなくなることから、6年前に聡史郎が名付けた。
初めは、弓子とギバルテスの争いに巻き込まれたために死亡し、ゴーストスクリプトとして姉原家の周りを徘徊していたが、こよみがゴーストスクリプトに干渉し過去を改変したために、生存しているふつうの猫として姉原家で暮らしている。
姉原まゆみ
声 - 藤村歩
美鎖と聡史郎の母で魔法と料理に長けていた。
幼い頃に美鎖がデーモンを召喚(アニメでは制御)しようとしたが失敗し、その暴走したデーモンと戦い倒すことに成功したが、当時聡史郎を身ごもっていた彼女はこの事件がきっかけで衰弱し聡史郎を産むと亡くなってしまった。
ゲイリー・ホアン
声 - 浜田賢二
中国出身の腕の高いフリーのプログラマーであったがソロモンのコードの一件により魔法に魅せられ魔法使いとして道を歩むようになる。上海の出身。美鎖とは警察の「クリスマス・ショッパー」の犯人探しにおいて容疑者となった時に自己防衛のために情報交換するようになったのがきっかけで知り合った。
ギバルテスを復活させたり、美鎖に対して工作行動を仕掛けたりするなど、数々の事件の首謀者的存在として描かれている。最終的に、こよみ達を葬ろうとするが、美鎖のゴーストスクリプトに阻止され、そのゴーストスクリプトと共に異世界へ消え去った。
カルル・クリストバルド
声 - 菅生隆之、興津和幸（青年期）
弓子の曽祖父でケリュケイオンに「魔女のライブラリ」を封印した。
100年前に存在していた古典魔法使いで、美鎖の曽祖父と共にギバルテスを打ち倒している。
100年前の時点で復活したジギタリスに止めを刺している。
老人の姿で弓子の前に現れ、弓子に「象と狩人と大統領、君はどれが一番強いと思うかね?」と問いかけた。
ジャン・ジャック・ギバルテス
声 - 加藤将之
弓子の持つケリュケイオンに封印された「魔女のライブラリ」を狙う古典魔法使い。
その正体はゴーストスクリプトであり、彼自身は100年前に美鎖の曽祖父と弓子の曽祖父のカルル・クリストバルドに敗れて死んでいる。
容姿は白いスーツに髪はオールバック。なお、現在の彼と100年前の彼とでは容姿が違う。
魔法使いとしてはかなりの力量の持ち主で、クリストバルドの剣のコードを扱う。
アニメでは6年前に「魔女のライブラリ」を復活させたが、そのすぐ後にこよみにより消滅する。その6年後にホワンの手で再度復活を果たすが、今度はジギタリスに燃やされて消滅する。
弓子と同じく、こよみのことを「姉原美鎖」と勘違いしていた。また、こよみの力を「あらゆるコードをディスペルする」と評している。
ジギタリス・フランマラキア
大昔に存在し、10万人もの人間を虐殺した古典魔法使い。
「炎の魔女」とも呼ばれている。「炎のコード」のほか、「剣のコード」に「時を止めるコード」などのコードを使う。
ジギタリスが遺したものが「魔女のライブラリ」であり、ライブラリがある限り何度殺そうが転生する。
弓子の身体を使い現代に蘇る。その後美鎖と激しい攻防を繰り広げた末に敗北。異世界に飛ばされそうになったが、こよみと聡史郎により救われた。
その後、こよみに「この身体が老いて安らかに眠るその時までこの身体を守れ」という「約束」をし、弓子の内に消えた。
「古典魔法」使いという設定であるが、（植物の）ジギタリスは"Digitalis"であり、現代魔法とのつながりを示唆する名前である。

## 用語
魔法
この作品ではコードという「呪文」でこの世界の物理法則と異世界の物理法則の間にある障壁をもろくしてその異世界にある物理法則を持ち込むものを魔法と呼んでおり、「古典魔法」と「現代魔法」に二分化される。どちらもコードというものを組む点は同じであるが古典魔法は自分の筋肉に通電するコードを用い、現代魔法はシリコン基盤を通電するコードを用いる。コンピュータの処理能力の向上がコンピュータでの魔法の使用を可能にしたという設定でコンピュータは人間の肉体と比べて複雑なコードを組むことには向かないが、機械であるがゆえに同じコードの膨大な回数の繰り返しが可能である。
前述の通り、現代魔法が「シリコン基盤を通電するコード」、古典魔法が「自分の筋肉に通電するコード」を用いるため、現代魔法と古典魔法とではコードを組む効率に差が出ている。
また、アニメ版の演出としてはこよみと美鎖は水色、弓子とカルルはピンク、ギバルテスは青のように魔法使いが使うコードはそれぞれ色が違う。
ケリュケイオン
弓子が持つ、先端に赤い宝石があり、それを囲うように2匹の蛇が交差するようにとぐろを巻いた杖。
弓子は100年前には曽祖父カルル・クリストバルドが使っていた物を四六時中持ち歩いている。
ケリュケイオンには大昔に存在した魔女ジギタリスが残した「魔女のライブラリ」がカルルの手により100年前から封印されている。
魔女のライブラリ
伝説の魔女、ジギタリス・フランマラキアが遺したもの。
ホワン曰く「データの塊である魔女のライブラリは不滅」。
筐体と呼ばれるジギタリスのデータをインストールされた者の身体を乗っ取ることでジギタリスが復活する。
筐体が殺されると、次の誰かにデータをインストールするが100年前に封印されたため蘇生までに時間がかかっている。
「異世界に吹き飛ばす」「筐体が老いて死ぬ」など、『筐体が殺されるというトリガー』が引かれない場合は転生することは無い。
実際にジギタリスがこよみに「異世界に吹き飛ばせば私が復活することは無い」と言っている。
クリスマス・ショッパー
現代魔法の1つで、姉原美鎖が組んだ魔法でアニメでは6年前、漫画は5年前に実行されている。
12月24日のクリスマス・イブに世界規模で展開された魔法で、美鎖のアミュレットに現代魔法用のコードを記憶させるために行われた。世界中のコンピュータを一斉に起動させたため、魔法を知らない人には害のない悪戯を行った高性能なコンピュータウイルスと認識されている。
ゴーストスクリプト
様々なものに残された人の想いが焼きついたもの。
幽霊のように見えるが、美鎖曰く「人が死んだとき、強いコードを残す事があるけれど、必ずしも元の人が死んでいるわけではない」そうである。
実際に、美鎖が「クリスマス・ショッパーが原因」だと語る本人のゴーストスクリプトが現れている。
このとき現れた美鎖のゴーストスクリプトは、誰にでも見えるほど強力なものであると弓子が言っていたが魔法使い殺しである聡史朗にだけは見えないし聞こえない。
魔法使い殺し
昔、協会の人間が強力な魔法使いたちに対抗するために生み出した暗殺者の総称。
ギバルテス曰く「赤子の頃より口にするものすべてに強力なコードを絡ませる。それを食べてきた赤子はこの世の物理法則を受け付ける前に存在そのものが曖昧になる。大抵は幼いころに死んでしまうが、コードに耐性がついた者は異世界のあらゆる理を撥ねつけるようになる」とあり、異世界の理である魔法を無効化するようになる。
美鎖がコードを絡めた料理を幼い頃の聡史朗に食べさせていたため、偶然聡史朗が魔法使い殺しになっている。

## 既刊一覧

### 小説
作者自身が改稿した『new edition』の刊行は1巻のみ。
| 巻数 | タイトル                                                         | 初版発行日（発売日）       | ISBN              |
| ---- | ---------------------------------------------------------------- | -------------------------- | ----------------- |
| 1    | よくわかる現代魔法                                               | 2003年12月30日（12月19日） | 4-08-630163-6     |
| 1    | よくわかる現代魔法 1 new edition                                 | 2008年4月30日（4月25日）   | 978-4-08-630421-4 |
| 2    | よくわかる現代魔法 2 ガーベージコレクター                        | 2004年5月30日（5月25日）   | 4-08-630184-9     |
| 3    | よくわかる現代魔法 3 ゴーストスクリプト・フォー・ウィザーズ      | 2004年9月30日（9月22日）   | 4-08-630204-7     |
| 4    | よくわかる現代魔法 4 jini使い                                    | 2005年1月30日（1月25日）   | 4-08-630221-7     |
| 5    | よくわかる現代魔法 5 TMTOWTDI たったひとつじゃない冴えたやりかた | 2005年5月30日（5月25日）   | 4-08-630236-5     |
| 6    | よくわかる現代魔法 6 Firefox!                                    | 2009年3月30日（3月25日）   | 978-4-08-630475-7 |

### 漫画
| 巻数 | タイトル             | 初版発行日（発売日）     | ISBN              |
| ---- | -------------------- | ------------------------ | ----------------- |
| 1    | よくわかる現代魔法 1 | 2009年5月6日（5月1日）   | 978-4-08-874687-6 |
| 2    | よくわかる現代魔法 2 | 2009年11月9日（11月4日） | 978-4-08-874758-3 |

### ガイドブック
| タイトル                              | 初版発行日（発売日）     | ISBN              |
| ------------------------------------- | ------------------------ | ----------------- |
| よくわかる現代魔法が256倍よくわかる本 | 2009年8月30日（8月25日） | 978-4-08-630499-3 |

## テレビアニメ
2008年11月にテレビアニメ化が発表され、2009年7月から9月までBS11とAT-X、ネット配信にて放送された。放送に先駆けて、「第0話」と称したプレビュー版が公式サイトやバンダイチャンネルなどで期間限定でネット配信された。

### スタッフ
- 企画 - 川村明廣[5]、鳥嶋和彦[5]、井上俊次[5]、酒匂暢彦[5]、小野達矢[5]
- 監督 - 黒田やすひろ[4]
- シリーズ構成 - 門田祐一[4]、戸塚直樹、黒田やすひろ[4]
- キャラクターデザイン・作画監修 - 古賀誠[5]
- 総作画監督 - 田村正文[5]
- 美術監督 - 館藤健一[4]
- 色彩設計 - 三笠修[4]
- 撮影監督 - 菅原徹[4]
- 編集 - 武宮むつみ[4]
- 音響監督 - 明田川仁[4]
- 音楽 - 橋本由香利[4]
- プロデューサー - 斎藤哲郎[5]、中山信宏[5]、小池克実[5]、武智恒雄[5]、高野貴志[5]
- 制作プロデューサー - 高江勇次[5]
- プロデュース - 渡辺直樹[5]、川瀬浩平[5]、里見哲朗[5]
- アニメーション制作 - NOMAD[4]
- 製作 - 「現代魔法」製作委員会[4]（ジェネオン・ユニバーサル・エンターテイメント[5]、集英社[5]、ランティス[5]、クロックワークス[5]）

### 主題歌
「programming for non-fiction」
麻生夏子によるオープニングテーマ。作詞はこだまさおり、作曲・編曲はぺーじゅん。
「Made in WONDER」
歌 - 美郷あきによるエンディングテーマ。作詞は畑亜貴、作曲・編曲は黒須克彦。

### 各話リスト
| 話数 | サブタイトル                   | 脚本       | 絵コンテ       | 演出       | 作画監督                 | 初放送日       |
| ---- | ------------------------------ | ---------- | -------------- | ---------- | ------------------------ | -------------- |
| 0    | cruncha cruncha cruncha        | 門田祐一   | 宮崎なぎさ     | 室谷靖     | 田村正文                 | -              |
| 1    | hello, world                   | 戸塚直樹   | 中山岳洋       | 中山敦史   | 内田孝                   | 2009年 7月12日 |
| 2    | wizardry                       | 門田祐一   | 黒田やすひろ   | 吉田里紗子 | 尾尻進矢                 | 7月19日        |
| 3    | Deus In Machina                | 門田祐一   | 坂田純一       | 村田尚樹   | 大田謙治                 | 7月26日        |
| 4    | jini                           | 門田祐一   | 山崎みつえ     | 山崎みつえ | 山本真嗣                 | 8月2日         |
| 5    | jump off into never-never land | 戸塚直樹   | こでらかつゆき | 長岡義孝   | 馬場絵理                 | 8月9日         |
| 6    | ghostscript                    | 伊藤美智子 | 宮崎なぎさ     | 神保昌登   | 大田謙治                 | 8月16日        |
| 7    | voodoo programming             | 伊藤美智子 | 坂田純一       | 村田尚樹   | 山本真嗣                 | 8月23日        |
| 8    | scratch monkey                 | 戸塚直樹   | 園田雅裕       | 園田雅裕   | 石丸賢一 藤原利恵        | 8月30日        |
| 9    | Open DeathTrap                 | 伊藤美智子 | こでらかつゆき | 長岡義孝   | 内田孝                   | 9月6日         |
| 10   | quick-and-dirty                | 伊藤美智子 | 菊池聡延       | 菊池聡延   | 菊池聡延                 | 9月13日        |
| 11   | Dragon Book                    | 戸塚直樹   | 坂田純一       | 飛鳥次郎   | 古賀誠 大田謙治 山本真嗣 | 9月20日        |
| 12   | TMTOWTDI                       | 戸塚直樹   | 中山岳洋       | 村田尚樹   | 田村正文                 | 9月27日        |

### ミニコーナー
本編終了後に「TV講座 よくわかる現代魔法」というミニコーナーが放送されている。本作品に関することを人形劇で解説している。
- Lesson.1 現代魔法の巻
- Lesson.2 CD発売の巻
- Lesson.3 20秒
- Lesson.4 jiniの巻
- Lesson.5 課題図書の巻
- Lesson.6 『呪文＝コード』って?の巻
- Lesson.7 『呪文＝コード』って?の巻 その2
- Lesson.8 『呪文＝コード』って?の巻 その3
- Lesson.9 ぶるーれい&でぃーぶいでぃーの巻
- Lesson.10 さぶたいとるの巻
- Lesson.11 坂崎嘉穂の巻
- Lesson.12 おさらいの巻

### 放送局
| 放送期間                | 放送時間                     | 放送局 | 対象地域 | 備考                      |
| ----------------------- | ---------------------------- | ------ | -------- | ------------------------- |
| 2009年7月12日 - 9月27日 | 日曜 0:00 - 0:30（土曜深夜） | BS11   | 日本全域 | 『ANIME+』枠              |
| 2009年7月13日 - 9月28日 | 月曜 11:30 - 12:00           | AT-X   | 日本全域 | CS放送 / リピート放送あり |

| 配信期間      | 配信時間        | 配信サイト         |
| ------------- | --------------- | ------------------ |
| 2009年7月13日 | 月曜 12:00 更新 | バンダイチャンネル |

### 特別番組
『オンエアー直前! よくわかる現代魔法の基礎講座!! 予習、復習 -今からでも遅くないぞスペシャル-』が放送された。DVD&Blu-ray第1巻にも映像特典として収録。
出演
- 野中藍（森下こよみ役）
- 生天目仁美（姉原美鎖役）
- 麻生夏子
- 浅沼晋太郎（姉原聡史郎役）
- 戸松遥（一ノ瀬・弓子・クリスティーナ役）
- 寿美菜子（坂崎嘉穂役）

| 放送地域 | 放送局             | 放送日       | 放送時間帯   |
| -------- | ------------------ | ------------ | ------------ |
| 日本全域 | BS11               | 2009年7月4日 | 本放送に同じ |
| 日本全域 | バンダイチャンネル | 2009年7月6日 | 本放送に同じ |

### Webラジオ
テレビアニメ「よくわかる現代魔法」に関連して公式サイト・音泉でWebラジオが配信された。全30回。
配信
- タイトル：ラジオ講座 よくわかる現代魔法 第1
- 配信期間：2009年5月8日 - 2009年12月25日（第5回から毎週金曜日それまで隔週）
- 提供：よくわかる現代魔法制作委員会（ランティスのCMあり）

パーソナリティ
- 野中藍（森下 こよみ役）
- 生天目仁美（姉原 美鎖役）

ゲスト
- 第5回（2009年7月3日）戸松遥
- 第6回（2009年7月10日）寿美菜子
- 第9,10回（2009年7月31日,8月7日）麻生夏子
- 第17,18回（2009年9月25日,10月2日）浅沼晋太郎
- 第23,24回（2009年11月6日,11月13日）宮下未紀

### Blu-Ray/DVD
発売および販売元はジェネオン・ユニバーサル・エンターテイメント。
| 巻数 | 発売日         | 収録話          | 品番（Blu-ray） | 品番（Blu-ray） | 品番（DVD） | 品番（DVD） |
| 巻数 | 発売日         | 収録話          | 初回限定版      | 通常版          | 初回限定版  | 通常版      |
| ---- | -------------- | --------------- | --------------- | --------------- | ----------- | ----------- |
| 1    | 2009年10月23日 | 第1話 - 第2話   | GNXA-1161       | GNXA-1171       | GNBA-1521   | GNBA-1531   |
| 2    | 2009年11月26日 | 第3話 - 第4話   | GNXA-1162       | GNXA-1172       | GNBA-1522   | GNBA-1532   |
| 3    | 2009年12月23日 | 第5話 - 第6話   | GNXA-1163       | GNXA-1173       | GNBA-1523   | GNBA-1533   |
| 4    | 2010年1月29日  | 第7話 - 第8話   | GNXA-1164       | GNXA-1174       | GNBA-1524   | GNBA-1534   |
| 5    | 2010年2月26日  | 第9話 - 第10話  | GNXA-1165       | GNXA-1175       | GNBA-1525   | GNBA-1535   |
| 6    | 2010年3月26日  | 第11話 - 第12話 | GNXA-1166       | GNXA-1176       | GNBA-1526   | GNBA-1536   |

### 関連CD
- 発売：ランティス（レーベル：Mellow Head）

| タイトル                                      | アーティスト                                     | リリース      | 品番      | 備考                                   |
| --------------------------------------------- | ------------------------------------------------ | ------------- | --------- | -------------------------------------- |
| programming for non-fiction                   | 麻生夏子                                         | 2009年7月23日 | LHCM-1063 |                                        |
| Made in WONDER                                | 美郷あき                                         | 2009年8月5日  | LHCM-1066 |                                        |
| よくわかる現代魔法 SPECIAL CODE ALBUM         | 野中藍、生天目仁美、戸松遥、寿美菜子、浅沼晋太郎 | 2009年9月30日 | LHCA-5106 | キャラクターソングとミニドラマを収録。 |
| よくわかる現代魔法 オリジナルサウンドトラック | 橋本由香利                                       | 2009年10月7日 | LHCA-5108 | 挿入歌2曲を収録。                      |